# Chlorokybophyceae
Chlorokybus atmophyticus é uma espécie de algas verdes unicelulares do solo presente nas zonas alpinas. Tem sido classificada como o único membro da classe Chlorokybophyceae da divisão Charophyta.

## Descrição
A espécie foi por vezes incluída na ordem Chlorokybales da classe Charophyceae ou na ordem Klebsormidiales. Também é possível que Chlorokybales e Mesostigmatales formem um só clado.